# Dipartimento per le politiche giovanili e il servizio civile universale
Il Dipartimento per le politiche giovanili e il servizio civile universale (fino al 2018 Dipartimento della gioventù e del servizio civile nazionale) è un dipartimento del governo italiano, incardinato nella Presidenza del Consiglio dei ministri, istituito nel 2012 (DPCM 21 giugno 2012). Il Dipartimento ha compiti di promozione e di raccordo delle azioni del governo volte ad assicurare l'attuazione delle politiche in favore della gioventù, nonché in materia di servizio civile nazionale e di obiezione di coscienza.
A capo del dipartimento è attualmente posto il ministro senza portafoglio Andrea Abodi, in carica dal 22 ottobre 2022. Il dipartimento vigila sull'Agenzia nazionale per i giovani, quale ente per la promozione delle attività giovanili.

## Storia
Già nel governo Andreotti II era stato istituito un Dipartimento per i problemi della gioventù, per poi nascere ufficialmente il 18 maggio 2006 con la formazione del Governo Prodi II, che istituisce il Dipartimento per le politiche giovanili e le attività sportive, collocandolo al fianco dei ministeri per i giovani e lo sport presenti in quasi tutti i Paesi dell'Unione Europea. L'ufficio faceva capo al ministro senza portafoglio Giovanna Melandri. Nel 2008, il governo Berlusconi IV ne ha modificato nuovamente il nome in Dipartimento della gioventù, affidandolo come supporto amministrativo al ministro senza portafoglio Giorgia Meloni.
Il governo Monti ha istituito l'attuale Dipartimento della gioventù e del servizio civile nazionale affidandolo alla responsabilità del ministro per la cooperazione internazionale e l'integrazione Andrea Riccardi. Il governo Letta ha delegato al ministro per le pari opportunità, lo sport e le politiche giovanili Josefa Idem le competenze del dipartimento. Dopo le dimissioni di quest'ultima, il 26 giugno 2013 ha riattribuito la delega riguardante le politiche giovanili al ministro per l'integrazione Cécile Kyenge. Dal 1º giugno 2018 il governo ha attribuito le deleghe alle pari opportunità e ai giovani a Vincenzo Spadafora, sottosegretario alla presidenza del consiglio, con il successivo d.lgs. 6 marzo 2017, n. 40 il Servizio civile nazionale è diventato servizio civile universale, ed il dipartimento modificò il proprio nome in Dipartimento della gioventù e del Servizio Civile Universale, per poi divenire Dipartimento per le politiche giovanili e il servizio civile universale.

## Competenze
Il Dipartimento, in particolare, provvede agli adempimenti giuridici e amministrativi, allo studio e all'istruttoria degli atti concernenti l'esercizio delle funzioni in materia di gioventù con particolare riguardo:
- all'affermazione dei diritti dei giovani all'espressione, anche in forma associativa, delle loro istanze e dei loro interessi e del diritto di partecipare alla vita pubblica
- alla promozione del diritto dei giovani alla casa, ai saperi e all'innovazione tecnologica, nonché alla promozione e al sostegno del lavoro e dell'imprenditoria giovanile
- alla promozione e sostegno delle attività creative e delle iniziative culturali e di spettacolo dei giovani e delle iniziative riguardanti il tempo libero, i viaggi culturali e di studio
- alla promozione e al sostegno dell'accesso dei giovani a progetti, programmi e finanziamenti internazionali ed europei
- alla gestione del Fondo delle politiche giovanili
- alla gestione del Fondo credito per il sostegno dell'attività intermittente dei lavoratori a progetto iscritti alla gestione separata di cui all'articolo 2, comma 26, della legge 8 agosto 1995, n. 335, e che non risultino assicurati presso altre forme obbligatorie
- alla gestione del Fondo microcredito per il sostegno all'attività dei giovani
- alla gestione del Fondo per il credito ai giovani lavoratori autonomi
- alla gestione del Fondo per il credito ai giovani
- alla gestione del Fondo speciale di garanzia per l'acquisto della prima casa da parte delle coppie o dei nuclei familiari monogenitoriali con figli minori, con priorità per quelli i cui componenti non risultano occupati con rapporto di lavoro a tempo indeterminato
- alla gestione delle risorse europee per la realizzazione dei progetti assegnati al Dipartimento negli ambiti di sua competenza
- alla rappresentanza del Governo negli organismi internazionali ed europei istituiti in materia di politiche giovanili

Il Dipartimento inoltre svolge le funzioni dell'Ufficio nazionale del servizio civile. In particolare:
- cura l'organizzazione, l'attuazione e lo svolgimento del servizio civile nazionale, nonché la programmazione, l'indirizzo, il coordinamento, ed il controllo, elaborando le direttive ed individuando gli obiettivi degli interventi per il servizio civile su scala nazionale
- cura la programmazione finanziaria e la gestione amministrativa e contabile del Fondo nazionale per il servizio civile e tratta il contenzioso nelle materie di propria competenza
- svolge i compiti inerenti all'obiezione di coscienza nonché le eventuali attività inerenti alla materia

## Organizzazione
Il Dipartimento opera presso la Presidenza del Consiglio dei ministri. È formato da una struttura affidata ad un Capo dipartimento che si articola nei seguenti uffici e servizi:
- Ufficio per le politiche giovanili
  - Servizio per gli interventi a sostegno delle giovani generazioni e gestione dei relativi fondi di rilevanza nazionale
  - Servizio per la gestione degli interventi a favore delle giovani generazioni realizzati in collaborazione con le autonomie locali e per la vigilanza sull'Agenzia nazionale per i giovani
  - Servizio per la gestione delle azioni di rilevanza comunitaria e per le relazioni internazionali ed europee
- Ufficio per il servizio civile nazionale
  - Servizio accreditamento e progetti
  - Servizio assegnazione e gestione
  - Servizio formazione, programmazione, monitoraggio e controllo
- Ufficio organizzazione e comunicazione
  - Servizio personale e affari legali
  - Servizio amministrazione e bilancio
  - Servizio comunicazione
  - Servizio informatica